# Любительская сборная Англии по футболу
Любительская сборная Англии по футболу (англ. England national amateur football team) — любительская команда, представлявшая Англию в международных футбольных матчах в 1901—1953 годах.

## История
Любительская сборная Англии появилась в 1901 году в связи с высоким уровнем профессионализации английского футбола и тем фактом, что игроки-любители были лишены возможности пробиться в основную сборную.
Первый международный матч Англия провела 21 сентября того же года на лондонском стадионе «Уайт Харт Лейн» против сборной Германии. Итоговый результат встречи — 12:0 в пользу хозяев поля, однако этот матч не признан официальным в современной Германии.
Следующий матч команды состоялся на выезде против сборной Франции 1 ноября 1906 года и завершился победой гостей со счётом 15:0. Стэнли Харрис забил семь мячей, а Вив Вудворд оформил покер.
Любительская сборная Англии проводила матчи как против профессионалов, так и против любителей. Победная серия сборной насчитывает 20 матчей с 1906 по 1910 годы, однако в документах Футбольной ассоциации Англии эти игры фигурируют в качестве неофициальных.
Несмотря на это, любительская сборная Англии нанесла крупнейшие поражения в истории сборным: Нидерландов в 1907 году (12:2), Германии (9:0) и Бельгии (11:2) в 1909 году, а также Швеции (12:2) и Венгрии (7:0) в 1912 году (как олимпийская сборная Великобритании).

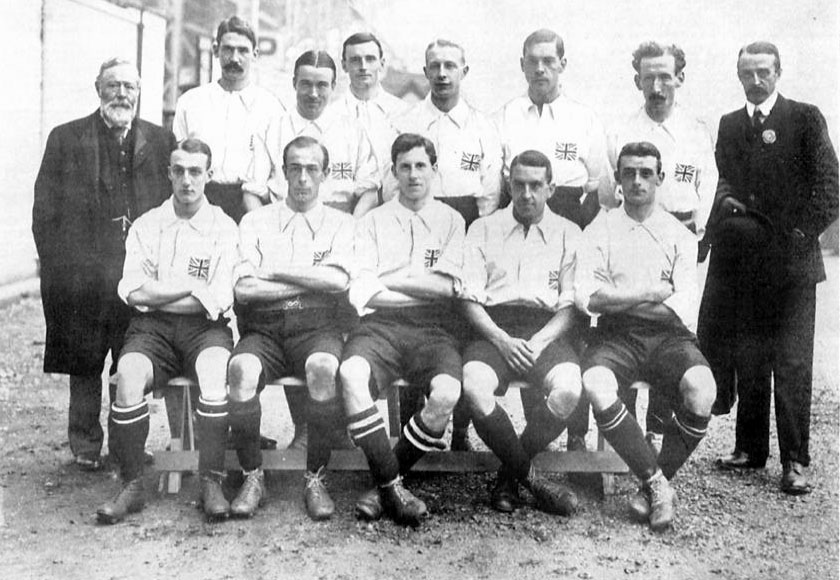
Любительская сборная Англии, победители футбольного турнира на летних Олимпийских играх 1908 года, проходивших в Лондоне. Стоят слева направо: президент Футбольной ассоциации Англии лорд Артур Киннэрд, Кеннет Хант, Уолтер Корбетт, Герберт Смит, Хорас Бейли, Фредрик Чепмен, Роберт Хокс, Альфред Дэвис (главный тренер). Сидят слева направо: Артур Берри, Гарольд Стейпли, Вив Вудворд, Клайд Парнелл, Гарольд Хардман

Свою последнюю игру любительская сборная сыграла на арене «Селхерст Парк» в Лондоне 19 сентября 1953 года против сборной команды ЮАР, уступив со счётом 0:4.
Абсолютным рекордсменом по количеству голов за команду является Вивьен Джон Вудворд, выступавший за сборную в период с 1906 по 1914 годы и забивший 57 мячей в 44 встречах. Больше всех матчей за сборную провел Роб Хайдер (65).